# Ігілік (Мактааральський район)
Ігілік (каз. Игілік) — село у складі Мактааральського району Туркестанської області Казахстану. Входить до складу Мактааральського сільського округу.
До 2000 року село називалось Комінтерн.
Населення — 2439 осіб (2021; 2301 у 2009, 2106 у 1999, 1703 у 1989).